# Impulsleistung
Bei technischen Daten für Radargeräte wird meist die Impulsleistung angegeben, da diese in die Radargleichung eingesetzt wird. Diese Leistung wird aber nur für einen sehr kurzen Zeitraum erzeugt, und zwar nur während des Sendeimpulses mit der Pulsweite PW. In den oft englischsprachigen Büchern über Radargeräte wird dafür der Begriff duty cycle benutzt. Duty cycle ist das Produkt von der Impulsfolgefrequenz (PRF) und der Impulslänge PW und somit auch das Verhältnis von der Sendezeit zur Pulswiederholzeit (englisch: Pulse Repetition Time PRT).
Mit folgender Proportion kann jeweils zwischen Impulsleistung und Durchschnittsleistung (englisch: average) umgerechnet werden:

Verhältnis Impulsleistung zur Dauerstrichleistung

{\displaystyle {\frac {P_{\mathrm {ave} }}{P_{\mathrm {peak} }}}=PW\cdot PRF={\frac {PW}{PRT}}={\text{duty cycle}}}
Pave= Durchschnittsleistung
Ppeak = Impulsleistung
PRF= Impulsfolgefrequenz
PRT = Impulswiederholzeit
Um die Impulsleistung dann auch reell messen zu können, werden oft Messgeräte eingesetzt, die auf Grund ihrer relativ frequenzunabhängigen Arbeitsweise (thermische Auswertung der Leistung) nur eine Durchschnittsleistung messen können. Die Impulsleistung muss dann aus der Durchschnittsleistung und dem bekannten Tastverhältnis errechnet werden.
Die Stromversorgungsanlage für den Sender muss durch die kapazitive Speicherung im Modulator auch nur etwas mehr als die Durchschnittsleistung zur Verfügung stellen.